# هوروویتشکی
هوروویتشکی (به چکی: Hořovičky) یک منطقهٔ مسکونی در جمهوری چک است که در ناحیه راکوونیک واقع شده‌است.